# クロスリバー州

クロスリバー州
Cross River州の愛称: 人民の天国

クロスリバー州（クロスリバーしゅう、英語：Cross River）はナイジェリア南東部の州。

## 地理
西部の州境にクロス川が流れ、クロス川右岸北部はアクワ・イボン州と係争中である。北にベヌエ州、北西にエボニ州、南西にアビア州と接する。東にカメルーンと接し、絶滅危惧種のクロスリバーゴリラの生息域でもある。南はビアフラ湾で大西洋に臨む。

## 隣接州
- ベヌエ州
- 南西州
- アクワ・イボム州
- アビア州
- エボニ州

## 歴史
1967年に東部州が分割された際にその東部に南東州として設置され州都はカラバルに置かれた。1976年にクロス川に因み改称され、オポボをリバーズ州に移管した。1987年に南西部のクロス川右岸がアクワ・イボン州に分割された。
1999年から2007年の知事はドナルド・デュークで、2007年5月29日以降の知事はリイェル・イモケである。

## 住民

### 民族
住民の民族構成はエフィク、ベクワラ、エジャガムなど多様である。

### 宗教
大半はキリスト教徒である。